# Политические партии Сомали
Политические партии Сомали — совокупность политических партий и организаций, действующих на территории Сомали.  

Герб Сомали

## История

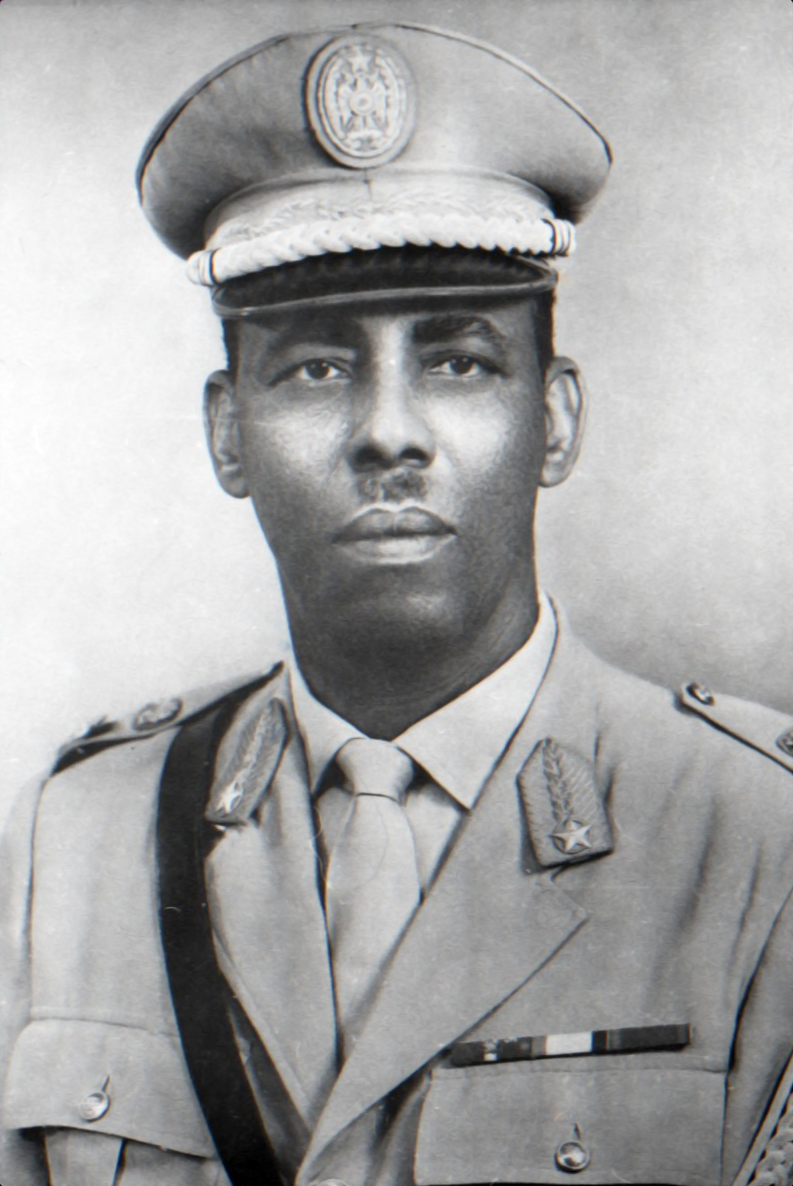
Сиад Барре, президент Сомали (1969—1991)

Во время Сомалийской Республики (1960—1969) существовал ряд местных политических партий. Первой из них стала Сомалийская молодёжная лига. После создания Верховного революционного совета Сомали Сиад Барре объявил вне закона все существующие политические партии и основал Сомалийскую революционную социалистическую партию, чтобы защищать идеологию научного социализма, вдохновившись опытом Китая при Мао Цзэдуне и Советского Союза. После начала Гражданской войны многие оставшиеся политические партии уступили место автономным или полуавтономным региональным государствам или разделились на враждующие группы ополченцев. После нескольких безуспешных попыток переговоров было сформировано Переходное федеральное правительство с 5-летним мандатом, ведущим к созданию новой конституции и переходу к представительному правительству. Федеральное правительство Сомали было создано 20 августа 2012 года. Оно представляет собой первое постоянное центральное правительство в стране с начала гражданской войны.
29 мая 2017 года в Могадишо впервые было открыто бюро регистрации сомалийских партий. Его задача состоит в том, чтобы привести страну к партийной системе и убрать нынешнюю клановую систему разделения власти. В этом же году была открыта независимая избирательная комиссия, которой было поручено контролировать процесс регистрации политических партий в стране в соответствии со статьей 47 Временной федеральной конституции, которая предусматривает избирательную систему. Система гарантирует участие каждого человека, который присоединяется к политической партии. Национальная независимая избирательная комиссия (NIEC) зарегистрировала более 57 политических партий, большинство из которых по-прежнему действуют за пределами страны по соображениям безопасности.
В октябре 2019 года шесть партий объединились в Форум национальных партий — альянс, основанный Шейхом Шарифом Ахмедом, призванный для решения политических проблем и проблем безопасности, с которыми сталкивается государство.
В альянс входят партия Химило Каран, возглавляемая Шарифом Шейхом Ахмедом, и Партия мира и развития, возглавляемая Хасаном Шейхом Махмудом. К другим ключевым лидерам, присоединившимся к коалиции, относятся лидер партии «Илайс» Абдулкадир Особле, бывший президент Юго-Западного Сомали Шариф Хасан Шейх Аден и бывший министр обороны Мохамед Абди Мохамед.

## ПартииФедерального правительства Сомали

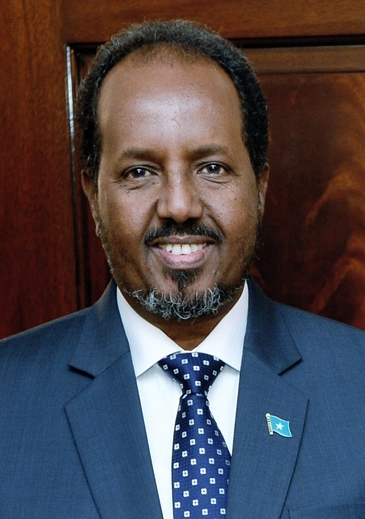
8-й и 10-й президент Сомали Хасан Шейх Махмуд, основатель и лидер Партии мира и развития

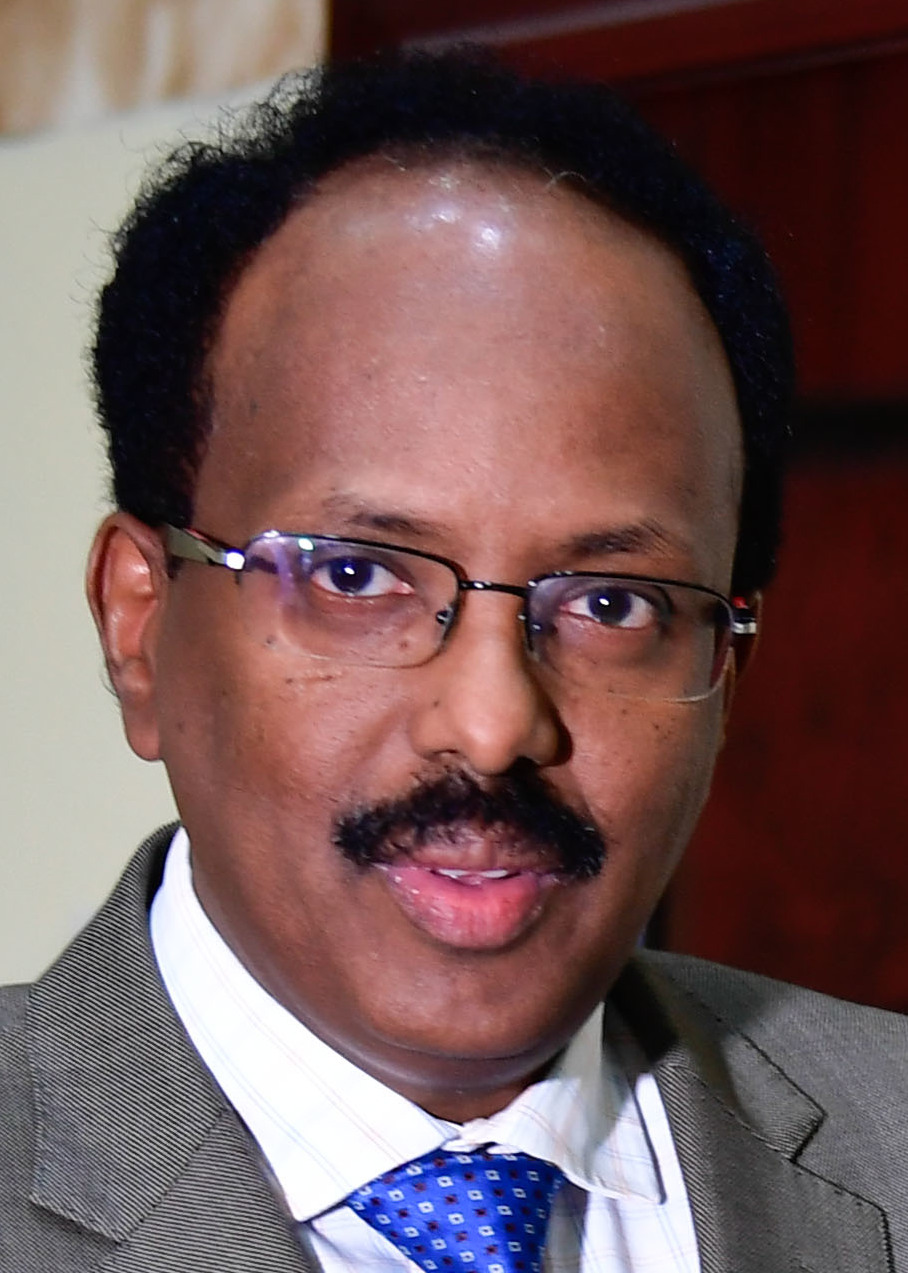
9-й президент Сомали Мохамед Абдуллахи Мохамед, основатель и лидер «Тайо»

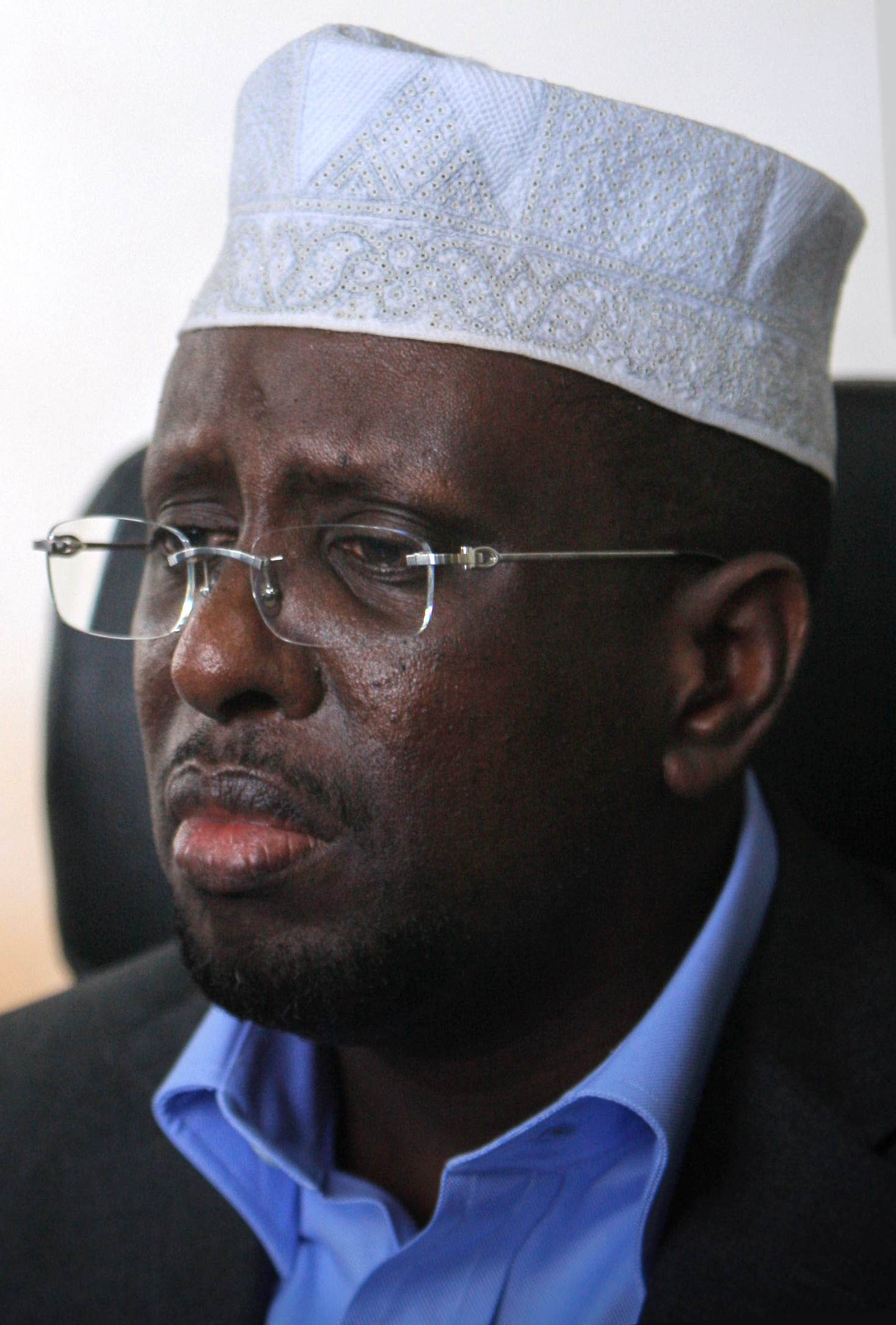
7-й президент Сомали Шариф Шейх Ахмед, основатель и лидер «Химило Каран»

### Текущие партии
По состоянию на май 2021 года Национальная независимая избирательная комиссия (NIEC) зарегистрировала в общей сложности 106 партий.
| Название                                                  | Идеология                                                 | Лидер                            |
| --------------------------------------------------------- | --------------------------------------------------------- | -------------------------------- |
| Тайо                                                      | либерализм, прогрессивизм                                 | Мохамед Абдуллахи Мохамед        |
| Союз за мир и развитие                                    | консерватизм, исламская демократия, национализм           | Хасан Шейх Махмуд                |
| Партия мира и развития                                    | исламская демократия                                      | Хасан Шейх Махмуд                |
| Партия справедливости, развития демократии и самоуважения | либерализм                                                | Абдирахман Абдикани Ибрагим Биле |
| Далджир                                                   | либерализм, социальный консерватизм, исламская демократия | Хасан Моалим                     |
| Демократическая партия Сомали                             | национализм                                               | Мохамед Сиад Маслах Барре        |
| Форум национальных партий                                 | исламская демократия                                      | Шариф Шейх Ахмед                 |
| Химило Каран                                              | исламская демократия                                      | Шариф Шейх Ахмед                 |
| Сомалийская партия зелёных                                | зелёная политика                                          |                                  |
| Вададжир                                                  | демократический социализм, прогрессивизм, реформизм       | Абдирахман Абдишакур Варсаме     |
| Партия социальной справедливости                          | коммунизм                                                 | Мохамед Нур                      |
| Космополитанская демократическая партия                   | либерализм                                                | Яроу Шариф Аден                  |
| Сомалийское движение Вагоша                               | либерализм                                                | Яроу Шариф Аден                  |
| Демократическая зелёная партия Сомали                     | зелёная политика                                          | Абдуллахи Ясин Мохамуд           |
| Зелёный лист за демократию                                | зелёная политика, реформизм                               |                                  |
| Партия национального единства                             | национал-консерватизм, исламская демократия               | Абдурахман Абдуллахи Баадийоу    |
| Сомалийская национальная партия                           | демократия                                                | Мохамед Амин Сайед Ахмед         |
| Партия справедливости                                     | демократия                                                | Закария Мохамед Хаджи            |
| Сомалийская партия социального единства                   | консерватизм                                              | Ясин Махи Маллин                 |

### Исторические партии
| Название                                          | Идеология                              | Лидер                     |
| ------------------------------------------------- | -------------------------------------- | ------------------------- |
| Альянс нового освобождения Сомали                 | исламская демократия                   | Шариф Шейх Ахмед          |
| Лига Великого Сомали                              | национализм                            | Хаджи Мухаммед Хусейн     |
| Сомалийский африканский национальный союз         | национализм                            | Омар Шермарк              |
| Сомалийский национальный альянс                   | антикоммунизм                          | Мухаммед Фарах Айдид      |
| Сомалийская революционная социалистическая партия | исламский социализм, марксизм-ленинизм | Мохаммед Сиад Барре       |
| Сомалийская молодёжная лига                       | национализм                            | Абдулкадир Шейх Сакавудин |
| Объединённый сомалийский конгресс                 | антикоммунизм                          | Мухаммед Фарах Айдид      |
| Объединённые сомалийские парламентарии            | универсальная партия                   | Али Мухаммад Гади         |
| Работа и социализм                                | социализм                              | Абдулазиз Нур Херси       |

## Партии сомалийских автономных и непризнанных государств

### Пунтленд
По состоянию на май 2020 года в Пунтленде зарегистрировано 17 партий.
| Название                               | Идеология                                        | Лидер                     |
| -------------------------------------- | ------------------------------------------------ | ------------------------- |
| Хорсид                                 | демократия                                       | Абдирахман Фароле         |
| УДАД                                   | демократия                                       | Абдивели Мохамед Али      |
| Каах                                   |                                                  |                           |
| Мидейе                                 |                                                  |                           |
| Организация справедливости и равенства | центризм, социальный консерватизм, прогрессивизм | Махмуд Халиф Хасан Джабие |
| Партия будущего                        |                                                  | Мохамед Исмаил Сибед      |
| Партия чести и справедливости          |                                                  |                           |

### Джубаленд
| Название            | Идеология               | Лидер                      |
| ------------------- | ----------------------- | -------------------------- |
| Движение Раскамбони | национализм, демократия | Ахмед Мохамед Ислам Мадобе |

### Юго-Западное Сомали
| Название                      | Идеология   | Лидер                                                             |
| ----------------------------- | ----------- | ----------------------------------------------------------------- |
| Армия сопротивления Раханвейн | национализм | Хасан Мухаммад Нур Шатигадуд Аден Мадобе Мухаммад Ибрагим Хабсаде |